# Безжалостный 4
«Безжалостный 4» (англ. Relentless 4: Ashes To Ashes) — художественный фильм режиссёра Олея Сэссона.

## Сюжет
У Сэма Дитца новый напарник — Джессика Паррети. Дитц сталкивается с необычным убийством, в нём нет ни мотива ни подозреваемого, убийца занимается оккультизмом. При осмотре личных вещей жертвы было найдено имя психолога к которому Сэм водил своего сына после смерти жены. Дитц с напарницей находят Сару Ли Джаффи, а убийца настигает очередную жертву. Дитц понимает что психолог и убийца как-то связаны.

## В ролях
- Лео Росси
- Фамке Янссен — Сара Ли Джэффи
- Коллин Коффи